# Canale di Volkmann

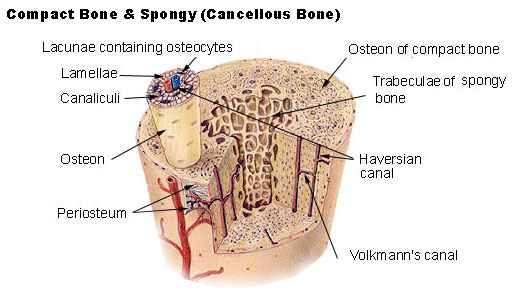
Sezione illustrata di un osso lungo, in cui è presente il canale di Volkmann in basso a destra

I canali di Volkmann sono sistemi di canali decorrenti diagonalmente o perpendicolarmente a canali di Havers, permettono connessioni tra i vasi sanguigni e differiscono da canali di Havers per la direzione e per non essere circondati da lamelle concentriche.
Essi servono per evitare la necrosi del tessuto nel caso in cui ci fosse un vaso bloccato.